# Nippon Animation
Nippon Animation (日本アニメーション, Nippon Animeshon) is een Japanse animatiestudio. Het hoofdkwartier van het bedrijf ligt in Tokio. Het heeft ook kantoren in Ginza en Tama. De productiefaciliteiten zijn gelegen te Tama. Nippon Animation is bekend vanwege de productie van verscheidene anime die gebaseerd zijn op klassieke westerse verhalen, bijvoorbeeld De avonturen van Tom Sawyer. Hayao Miyazaki en Isao Takahata, de oprichters van Studio Ghibli, regisseerden verscheidene afleveringen van anime uit de World Masterpiece Theater verzameling.

## Geschiedenis
Nippon Animation komt voort uit Zuiyo Eizo, een animatiestudio die in de jaren 1970 verscheidene populaire geanimeerde reeksen maakten, zoals Heidi. De Heidi anime was bijzonder populair in Japan (en later ook in Europa en de Verenigde Staten). Zuiyo Eizo raakte in financiële problemen vanwege de torenhoge kosten die nodig zijn om dergelijke reeksen te animeren. Vermoedelijk was het productie van de Maja de Bij anime die hen financieel de das om deed.
In 1975 werd Zuiyo Eizo opgesplitst in twee delen: Zuiyo, welke de schulden en rechten van Heidi op zich nam, en Nippon Animation, waar alle productiegerelateerde werknemers van Zuiyo Eizo naartoe verhuisden (inclusief Miyazaki en Takahata). Nippon Animation Co., Ltd. werd officieel opgericht in juni 1975 door Koichi Motohashi. Het nieuwe bedrijf vergaarde meteen succes met Maja de Bij en A Dog of Flanders (welke beiden waren begonnen als Zuiyo Eizo projecten). A Dog of Flanders werd de eerste World Masterpiece Theater titel die werd geproduceerd onder de naam Nippon Animation.
Hayao Miyazaki verliet het bedrijf in 1979 (in het midden van de productie van Anne of Green Gables) om de Lupin III film The Castle of Cagliostro te maken.

## Oeuvre
Naast de World Masterpiece Theater reeks produceerde Nippon Animation ook vele andere werken gebaseerd op westerse literatuur. Ook animeerden ze verscheidene manga adaptaties.
De populairste reeks die de studio maakte die niet gebaseerd was op westerse literatuur, was Chibi Mazuko-chan (1990). De anime was gebaseerd op de populaire gelijknamige manga van Momoko Sakura. Chibi Mazuko-chan bereikte een publiekscijfer van 40%. Daarmee werd het de hoogst gewaardeerde anime tot nog toe.

## Reeksen gebaseerd op westerse literatuur
- De World Masterpiece Theater collectie
- Vicky the Viking (小さなバイキング ビッケ?, Chiisana Viking Bikke) - 1974 (begonnen onder Zuiyo Eizo production)
- Maya the Honey Bee (みつばちマーヤの冒険, Mitsubachi Maya no Boken) - 1975 (begonnen onder Zuiyo Eizo production)
- Laura, The Prairie Girl (草原の少女ローラ, Sogen no shojo Rora) - 1975
- Arabian Nights: Sinbad's Adventures (Arabian Naitsu: Shinbaddo No Boken) - 1975
- The Adventures of Piccolino (Pikorīno no Boken) - 1976
- Little Lulu and Her Little Friends (Little Lulu to Chicchai Nakama) - 1976
- Monarch: The Big Bear of Tallac (Kuma no Ko Jacky) - 1977
- Future Boy Conan (Mirai Shonen Conan) - 1978, van Hayao Miyazaki
- Bannertail: The Story of Gray Squirrel (Seton Dobutsuki Risu no Banner) - 1979
- Heart (Cuore): An Italian Schoolboy's Journal (Ai no Gakko Cuore Monogatari) - 1981
- Dogtanian and the Three Muskehounds (Wanwan Sanjushi, The Three Musketeers) - 1981; coproductie met BRB Internacional (Madrid, Spain)
- The New Adventures of Maya the Bee (Shin Mitsubachi Maaya no Boken) - 1982
- Alice's Adventures in Wonderland (Fushigi no Kuni no Arisu) - 1983
- Around the World with Willy Fog (Anime 80 Sekai Isshu) - 1983 (In Spanje), 1987 (In Japan); coproductie met BRB Internacional
- Manga Aesop's Fables - 1983
- Ruy the Little Cid (Little El Cid no Bouken) - 1984 coproductie met BRB Internacional
- The Care Bears - 1985 coproductie met DiC Enterprises
- Bosco Adventure (Bosco Daiboken) - 1986
- Grimm's Fairy Tale Classics (Grimm Meisaku Gekijo/Shin Grimm Meisaku Gekijo) - 1987-1989
- Jungle Book Shonen Mowgli - 1989
- Jeanie with the Light Brown Hair (Kaze no Naka no Shojo Kinptasu no Jeannie) - 1992
- Anne's Diary: The Story of Anne Frank (Anne no Nikki: Anne Frank Monogatari) - 1979
- Manxmouse (Tondemo Nezumi Daikatsuyaku) - 1979
- Back to the Forest (Nodoka Mori no Dobutsu Daisakusen) - 1980
- The Story of Fifteen Boys (Hitomi no Naka no Shonen Jugo Shonen Hyoryuki) - 1987

## Overige producties

### Televisiereeksen
- Dokaben - 1976
- Attack on Tomorrow - 1976
- Blocker Gundan 4 Machine Blaster (Ashita e Ataku) - 1977
- Ginguiser (Chogattai Majutsu Robot Ginguiser) - 1977
- I'm Teppei (Ore wa Teppei) - 1977
- Charlotte (Wakakusa no Charlotte) - 1977
- The Casebook of Charlotte Holmes (Angie Girl, Jouo Heika no Petite Angie) - 1977
- Song of the Baseball Enthusiasts (Yakukyou no Uta) - 1977
- Haikara-san ga Toru (Smart-san, Mademoiselle Anne) - 1978
- Misha the Bear Cub (Koguma no Misha) - 1979
- Seton Dobutsuki Risu no Banner - 1979
- Sanpei the Fisherman (Tsurikichi Sampei) - 1980
- Football in Action (Fútbol en acción) - 1981
- Eindeloze ontdekkingen - 1983
- Noozles (Fushigi na Koara Burinkii, Blinky and Printy) - 1984
- Bumpety Boo (Hey! Bumboo) - 1985
- Spaceship Sagittarius (Uchuusen Sagittarius) - 1986
- Animated Classics of Japanese Literature (Seishun Anime Zenshu) - 1986
- Topo Gigio - 1988
- Dagon in the Land of Weeds - 1988
- Chibi Maruko-chan - 1990
- Pygmalio - 1990
- Top Striker (Moero! Top Striker) - 1991
- Christopher Columbus - 1992 coproductie met Mondo TV
- Mikan's Picture Diary (Mikan Enikki) - 1992
- Papuwa-kun (Nangoku Shonen Papuwa-kun) - 1992
- Bow: Modern Dog Tales (Heisei Inu Monogatari Bow) - 1993
- Dragon League - 1993
- Muka Muka Paradise - 1993
- Miracle Girls - 1993 (as Japan Taps)
- Captain Tsubasa J - 1994
- Mahojin Guru Guru - 1994
- Pig Girl of Love and Courage: Tonde Burin - 1994
- Yamato Takeru - 1994
- Mama Loves the Poyopoyo-Saurus - 1995
- Grander Musashi - 1997
- Duck Caen - 1997
- Cooking Master Boy (Chūka Ichiban!) - 1997
- Coji-Coji (Sakura Momoko Gekijo: Koji-Koji) - 1997; van de maker van Chibi Maruko-chan, Momoko Sakura
- Ten-Ten-Kun (Hanasaki Tenshi Ten-Ten-kun) - 1998
- Inventor Boy Kanipan (Hatsumei Boy Kanipan) - 1998
- Xenon Football Sign - 1999
- Shuukan! Story Land - 1999
- Hunter x Hunter - 1999
- Corrector Yui - 1999
- Bikkuriman 2000 - 1999
- Taiga Adventure (Mirai Shonen Conan II: Taiga no Daiboken) - 1999; een remake van Future Boy Conan in regie van Hayao Miyazaki's oud-assistent Keiji Hayakawa
- Marcelino Pan y Vino - 2000 (Japan-Spain coproductie)
- Mahojin Guru Guru - April 2000, TV Tokyo
- Princess Comet (Cosmic Baton Girl Comet-san) - 2001; gebaseerd op een manga van Mitsuteru Yokoyama
- Popee the Performer - 2001
- Dennou Boukenki Webdiver - 2001 (coproductie met Radix)
- Daigunder - 2002 (coproductie met Brains Base)
- Hungry Heart: Wild Striker - 2002-2003, Animax
- Papuwa - 2003, TV Tokyo
- Sore Ike! Zukkoke Sannin Gumi - 2004, TV Tokyo
- Fantastic Children - 2004, TV Tokyo
- Mix Master - 2005 (Japan-Korea coproductie met Sunwoo Entertainment en KBS)
- Pokapoka Mori no Rascal - 2006
- Yamato Nadeshiko Shichi Henge - 2006
- Antique Bakery - 2008
- Hyakko - 2008

### Televisiespecials, films enOVA's
- King Fang (Oyuki Yama no Yuusha Haou) - TV special, 1978
- Our Hit and Run - TV special, 1979
- Maegami Taro - TV special, 1979
- Locke the Superman (Chojin Rokku) - film, 1984; OVA vervolgen, 1989, 1991 en 2000
- Future Boy Conan (Mirai Shonen Conan Tokubetsu Hen-Kyodaiki Gigant no Fukkatsu) (film) - 1984
- Sango-sho Densetsu: Aoi Umi no Elfie - TV special, 1986
- Chibi Maruko-chan (film) - 1990
- Tottoi (The Secret of the Seal) - 1992, film
- Bow (film) - 1993
- Mahojin Guru Guru (film) - 1996
- Hunter x Hunter (OVA) - 2002
- Hunter x Hunter: Greed Island (OVA) - 2003
- Pink Crayons (OVA) - 2004
- Hunter x Hunter: G.I. Final (OVA) - 2004
- Miyori no Mori - TV film, 2007
- The Tale of Princess Kaguya (film) (2014) (samen met Studio Ghibli, BONES, Tatsunoko Production en Studio 4°C)
- Tensai Bakavon: Yomigaeru Flanders no Inu - film, 2015
- Sinbad: Sora Tobu Hime to Himitsu no Shima - film, 2015
- Chibi Maruko-chan: Italia Kara Kita Shonen - film, 2015
- Haikara-san ga Toru Zenpen - Benio, Hana no 17-sai - film, 2017
- Haikara-san ga Toru Kohen – Tokyo Dai Roman - film, 2018